# Ophiopogon
Ophiopogon Ker Gawl. è un genere di piante erbacee perenni e rizomatose, appartenente alla famiglia delle Asparagacee.

## Etimologia
Il nome del genere deriva dal greco Όφις, ophis, "serpente", e πόγὦν, pogon, "barba", probabilmente in riferimento alle sue foglie.

## Descrizione

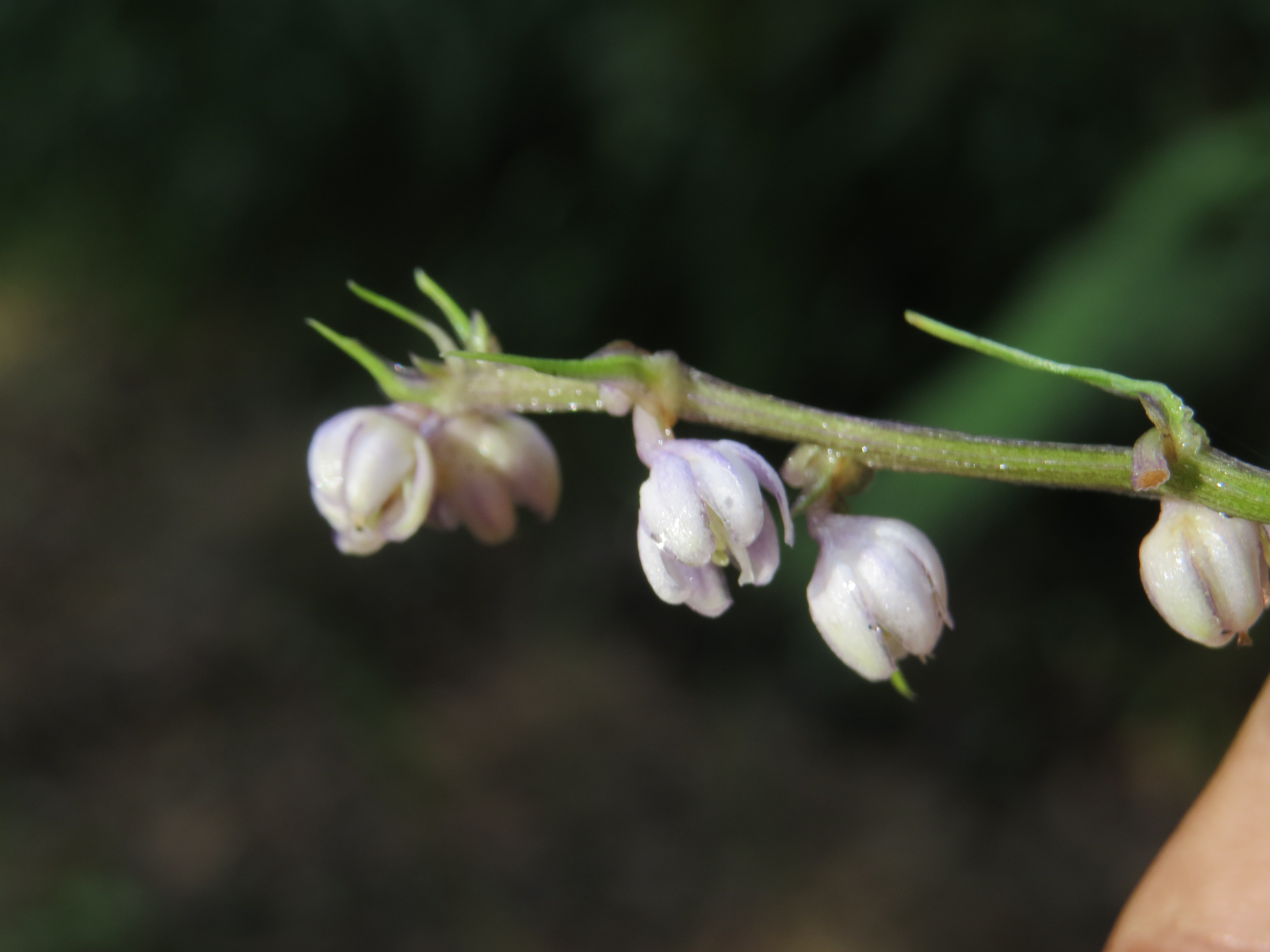
Ophiopogon intermedius

Il genere comprende specie erbacee perennanti, dotate di corti rizomi, con foglie lineari e sessili. Producono fiori regolari e raccolti in grappoli, dotati di sei stami e di un pistillo tricarpellare sincarpico.

## Distribuzione e habitat
Il genere è presente dall'India all'Asia orientale.

## Tassonomia
Il genere comprende le seguenti specie:
- Ophiopogon acerobracteatus R.H.Miao ex W.B.Liao, J.H.Jin & W.Q.Liu
- Ophiopogon alatus Aver. & N.Tanaka
- Ophiopogon albimarginatus D.Fang
- Ophiopogon amblyphyllus F.T.Wang & L.K.Dai
- Ophiopogon angustifoliatus (F.T.Wang & Tang) S.C.Chen
- Ophiopogon bockianus Diels
- Ophiopogon bodinieri H.Lév.
- Ophiopogon brevicaulis N.Tanaka, Aver. & K.S.Nguyen
- Ophiopogon brevipes Craib
- Ophiopogon caulescens (Blume) Backer
- Ophiopogon chingii F.T.Wang & Tang
- Ophiopogon clarkei Hook.f.
- Ophiopogon clavatus C.H.Wright ex Oliv.
- Ophiopogon confertifolius N.Tanaka
- Ophiopogon cordylinoides Prain
- Ophiopogon corifolius F.T.Wang & L.K.Dai
- Ophiopogon dracaenoides (Baker) Hook.f.
- Ophiopogon erectus Aver. & N.Tanaka
- Ophiopogon filipes D.Fang
- Ophiopogon fooningensis F.T.Wang & L.K.Dai
- Ophiopogon fruticulosus Aver., N.Tanaka & K.S.Nguyen
- Ophiopogon grandis W.W.Sm.
- Ophiopogon griffithii (Baker) Hook.f.
- Ophiopogon hayatae (N.Tanaka) N.Tanaka, Aver. & T.Koyama
- Ophiopogon heterandrus F.T.Wang & L.K.Dai
- Ophiopogon hongjiangensis Y.Y.Qian
- Ophiopogon humilis L.Rodr.
- Ophiopogon intermedius D.Don
- Ophiopogon jaburan (Siebold) G.Lodd.
- Ophiopogon japonicus (Thunb.) Ker Gawl.
- Ophiopogon jiangchengensis Y.Y.Qian
- Ophiopogon kradungensis M.N.Tamura
- Ophiopogon latifolius L.Rodr.
- Ophiopogon leptophyllus Griff.
- Ophiopogon longifolius Decne.
- Ophiopogon lushuiensis S.C.Chen
- Ophiopogon mairei H.Lév.
- Ophiopogon malcolmsonii Royle ex Hook.f.
- Ophiopogon marmoratus Pierre ex L.Rodr.
- Ophiopogon megalanthus F.T.Wang & L.K.Dai
- Ophiopogon menglianensis H.W.Li
- Ophiopogon micranthus Hook.f.
- Ophiopogon motouensis S.C.Chen
- Ophiopogon multiflorus Y.Wan
- Ophiopogon ogisui M.N.Tamura & J.M.Xu
- Ophiopogon paniculatus Z.Y.Zhu
- Ophiopogon patulus Aver. & N.Tanaka
- Ophiopogon peliosanthoides F.T.Wang & Tang
- Ophiopogon petraeus Aver. & N.Tanaka
- Ophiopogon pierrei L.Rodr.
- Ophiopogon pingbienensis F.T.Wang & L.K.Dai
- Ophiopogon planiscapus Nakai
- Ophiopogon platyphyllus Merr. & Chun
- Ophiopogon pseudotonkinensis D.Fang
- Ophiopogon regnieri Bois
- Ophiopogon reptans Hook.f.
- Ophiopogon reversus C.C.Huang
- Ophiopogon revolutus F.T.Wang & L.K.Dai
- Ophiopogon rupestris Aver. & N.Tanaka
- Ophiopogon sar-garhwalensis R.D.Gaur & D.S.Rawat
- Ophiopogon sarmentosus F.T.Wang & L.K.Dai
- Ophiopogon siamensis M.N.Tamura
- Ophiopogon sinensis Y.Wan & C.C.Huang
- Ophiopogon sparsiflorus F.T.Wang & L.K.Dai
- Ophiopogon stenophyllus (Merr.) L.Rodr.
- Ophiopogon subverticillatus Gagnep. ex L.Rodr.
- Ophiopogon sylvicola F.T.Wang & Tang
- Ophiopogon szechuanensis F.T.Wang & Tang
- Ophiopogon tienensis F.T.Wang & Tang
- Ophiopogon tonkinensis L.Rodr.
- Ophiopogon tristylatus Aver., N.Tanaka & Luu
- Ophiopogon tsaii F.T.Wang & Tang
- Ophiopogon umbraticola Hance
- Ophiopogon vietnamensis N.Tanaka
- Ophiopogon xylorrhizus F.T.Wang & L.K.Dai
- Ophiopogon yangshuoensis R.H.Jiang & W.B.Xu
- Ophiopogon yunnanensis S.C.Chen
- Ophiopogon zingiberaceus F.T.Wang & L.K.Dai

## Usi
Vengono coltivate ed utilizzate a scopo di ornamento quasi tutte le specie. Ophiopogon japonicus viene utilizzata a scopo curativo nella medicina cinese contro la nausea, il vomito, la stipsi e per la lubrificazione dell'intestino.